# Richard James Oglesby
Richard James Oglesby (Floydsburg, 25 luglio 1824 – Elkhart, 24 aprile 1899) è stato un politico e generale statunitense.
Prestò servizio nella guerra messico-statunitense e fu maggior generale dello Union Army durante la guerra di secessione americana. Prestò servizio anche nella legislatura dell'Illinois. Negli ultimi tempi della guerra di secessione fu eletto 14º governatore dell'Illinois venendo poi rieletto per tre volte. Fu anche senatore per l'Illinois. La città di Oglesby (Illinois) prende il nome da lui.

## Gioventù
Oglesby nacque a Floydsburg nella contea di Oldham (Kentucky). Rimase orfano e si trasferì a vivere dallo zio a Decatur nel 1832, dove lavorò come fattore, cordaio e falegname.

## Guerra messico-statunitense
Quando scoppiò la guerra messico-statunitense si arruolò come tenente nella compagnia C, 4º reggimento volontari di fanteria partecipando alle battaglie di Veracruz e Cerro Gordo "dove il suo reggimento quasi catturò il presidente generale messicano Santa Anna, ma dovette accontentarsi della sua gamba di legno e di 20 000 in oro".
Potrebbe aver partecipato alla prima partita di baseball mai giocata fuori dagli Stati Uniti d'America alla fine di aprile 1847, pochi giorni dopo la battaglia di Cerro Gordo, "con la gamba di legno rubata (dal 4º reggimento Illinois) al generale Santa Anna".
Fu tolto dal servizio volontario nel maggio 1847.

## 1848-1860
Studiò alla scuola di diritto di Louisville nel 1848, ma si trasferì in California per la corsa all'oro nel 1849 dove cercò fortuna. Dopo due anni di viaggio in Europa tornò in Illinois nel 1851, unendosi al neonato partito Repubblicano e concorrendo con successo per il Congresso nel 1858 e venendo eletto al Senato dell'Illinois nel 1860.

## Guerra di secessione americana
Allo scoppio della guerra di secessione Oglesby fu nominato colonnello dell'8º reggimento volontario di fanteria dell'Illinois il 25 aprile 1861, e subito gli fu assegnato il comando della 1ª brigata , 1ª divisione distretto di Cairo, dipartimento del Missouri, agli ordini di Ulysses Simpson Grant. Fu un ottimo comandante, soprannominato dai suoi uomini "Zio Dick". Comandò la propria brigata nelle battaglie di Fort Henry e Fort Donelson e poco dopo fu promosso generale di brigata (21 marzo 1862). Comandò la 2ª brigata, 2ª divisione, Armata del Tennessee, durante l'assedio di Corinth. Fu gravemente ferito al torace ed alla schiena nella battaglia di Corinth dell'ottobre 1862.
Oglesby fu promosso maggior generale il 29 novembre e, dopo un periodo di ricovero, comandò l'ala sinistra del XVI Corpo dell'Armata del Tennessee in Tennessee occidentale e Mississippi settentrionale dall'aprile al luglio 1863. Diede le dimissioni il 26 maggio 1864 per candidarsi a governatore col partito Repubblicano.
Si trovava nella stanza della Petersen House dove il 15 aprile 1865 morì il presidente Abraham Lincoln.

## Politica in Illinois

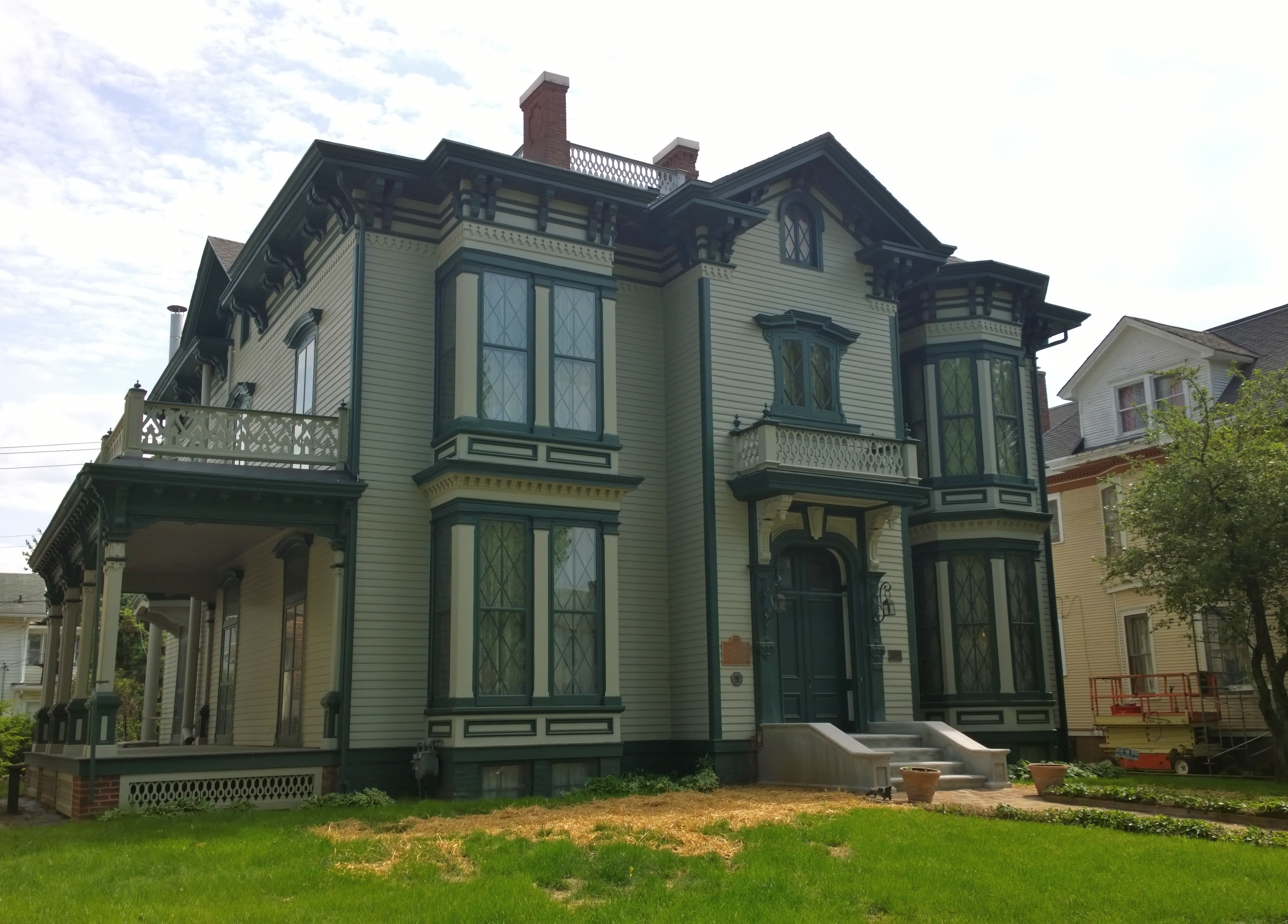
Casa di Oglesby su William Street a Decatur (Illinois) dove visse con la moglie e la figlia Emma dal 1874 al 1882

Oglesby fu eletto da un'ampia maggioranza e fu governatore dell'Illinois dal 1865 al 1869. Durante il suo mandato sostenne la necessità di un miglioramento nella cura dei malati mentali e di altri gruppi di cittadini disabili. Firmò l'ampliamento dell'ospedale statale che ne triplicò la dimensione. Dopo la fine del suo mandato fece l'avvocato fino al 1872 quando accettò una nuova candidatura a governatore, salvo rinunciare subito dopo all'incarico ottenuto in cambio di un seggio al Senato. Rimase senatore dal 1873 al 1878. Nel 1884 fu rieletto governatore per la terza volta diventando il primo uomo in Illinois ad esserlo per tre mandati. Alla fine del terzo mandato cercò invano di farsi rieleggere al Senato. Passò gli ultimi anni lontano dalla vita pubblica e morì nella sua proprietà di "Oglehurst" ad Elkhart (Illinois). Venne sepolto nel cimitero locale. Nel Lincoln Park di Chicago c'è una statua in suo onore.
Il figlio John Gillett Oglesby fu per due volte tenente governatore dell'Illinois.